# Refugee (Refugee)
Refugee, pubblicato nel marzo 1974, è l'unico album in studio dell'omonimo gruppo britannico di rock progressivo.

## Descrizione
I Refugee incisero l'album in più riprese tra il dicembre del 1973 e il marzo del 1974, collaudando il materiale dal vivo prima di inciderlo grazie a concerti nel circuito universitario britannico. Complessivamente sul disco prevalgono i brani strumentali, scritti quasi interamente dal tastierista Patrick Moraz tranne una sezione della suite Credo, cofirmata da Jean Ristori che con Moraz aveva militato nei Mainhorse tra il 1969 e il 1972 e che sull'album è accreditato anche come tecnico delle registrazioni, presso gli ART Studios di Ginevra. I testi dei rari momenti cantati sono invece opera del bassista e cantante del gruppo, Lee Jackson.

## Tracce
Testi di Lee Jackson; musiche di Patrick Moraz, eccetto dove indicato.
Lato A
1. Papillon (strumentale) – 5:11
2. Someday – 4:58
3. Grand Canyon (*) – 16:42

(*) A seconda delle edizioni, la suite figura anche come: Grand Canyon Suite o Canyon Suite; in alcuni casi il titolo differisce tra copertina, busta interna ed etichetta del vinile di una stessa edizione.
Lato B
1. Ritt Mickley (strumentale) – 4:55
2. Credo – 18:01

## Formazione
- Patrick Moraz – sintetizzatori, pianoforte, piano elettrico, Clavinet, mellotron, organo Hammond, organo a canne
- Lee Jackson – basso elettrico, violoncello elettrico, chitarra elettrica, chitarra a 12 corde, voce
- Brian Davison – batteria, percussioni